# Breviks distrikt
Breviks distrikt är ett distrikt i Karlsborgs kommun och Västra Götalands län. 
Distriktet ligger vid västra stranden av Vättern, söder om Karlsborg. 

## Tidigare administrativ tillhörighet
Distriktet inrättades 2016 och utgörs av socknen Brevik i Karlsborgs kommun.
Området motsvarar den omfattning Breviks församling hade vid årsskiftet 1999/2000.